# Tomb Raider I—III Remastered
Tomb Raider I—III Remastered — сборник компьютерных игр в жанре приключенческий экшен, разработанный и выпущенный компанией Aspyr для Nintendo Switch, PlayStation 4, PlayStation 5, Windows, Xbox One и Xbox Series X/S в 2024 году. Это обновлённые версии первых трёх игр серии Tomb Raider, первоначально разработанных Core Design: Tomb Raider (1996), Tomb Raider II (1997) и Tomb Raider III: Adventures of Lara Croft (1998). В феврале 2025 года Aspyr выпустила сборник-продолжение — Tomb Raider IV—VI Remastered.

## Состав сборника
Tomb Raider I—III Remastered представляет собой сборник из обновлённые версий первых трёх игр серии Tomb Raider: Tomb Raider, Tomb Raider II и Tomb Raider III: Adventures of Lara Croft. В сборник также входит контент дополнений ко всем трём играм — Unfinished Business для первой игры, Gold Mask для второй и The Lost Artifact для третьей. Все эти игры посвящены приключениям героини-археолога Лары Крофт — она исследует различные древние руины и гробницы в поисках сокровищ. Игрок управляет Ларой с видом от третьего лица в трёхмерном мире, и геймплей игр включает в себя платформинг, решение головоломок и сражения с различными врагами. Лара должна избегать ловушек и использует в сражениях пару пистолетов. Tomb Raider II и III используют ту же основную формулу игры, что и первая часть, но несколько улучшают её — так, в Tomb Raider II нет настолько же трудных и раздражающих головоломок, как в первой части. Во второй и третьих играх Лара также приобретала новые способности — например, кувырок в воздухе или возможность перемещаться на высоте в висе на руках. В первой игре серии Лара по заказу бизнес-леди Жаклин Натлы путешествует по различным местам земного шара, разыскивая части древнего артефакта — «Наследия Атлантиды». В Tomb Raider II Лара охотится за другим артефактом — волшебным «Кинжалом Сианя», когда-то принадлежавшим китайским императорам и способным превратить владельца в огнедышащего дракона. Она сталкивается с главой культа по имени Марко Бартоли, который тоже пытается заполучить кинжал. В Tomb Raider III Лара вновь путешествует по разным континентам в поисках осколков метеорита, тоже обладающих сверхъестественной силой.
Обновлённые версии игр воспроизводят геймплей оригинала и базовую геометрию уровней, но отличаются улучшенной графикой с новыми текстурами, моделями и объектами. Игрок может переключаться между старой и новой графикой на лету, по нажатию одной кнопки. В обновлённых версиях также можно выбрать схему управления — классическую «танковую», где одна кнопка направления отвечает за движение вперёд, а две другие за поворот вправо или влево, или «современную» схему управления с помощью двух аналоговых стиков геймпада. Геймплей содержит и некоторые другие улучшения «качества жизни», как возможность фиксировать прицел на выбранном враге или отображаемые на экране шкалы здоровья врага для сражений с боссами — в оригинальных играх их не было. Некоторые игровые объекты, которые в оригинальных играх изображали плоские двухмерные изображения-спрайты, получили полноценные трёхмерные модели. В сборнике также добавлен фоторежим и более 200 достижений.

## Разработка и выпуск
Оригинальные игры Tomb Raider, Tomb Raider II и Tomb Raider III были выпущены в 1990-х годах. В 2010-х годах компания Realtech VR портировала Tomb Raider и Tomb Raider II на платформы iOS и Android — эти версии были идентичны оригиналам с точки зрения графики и отличались лишь управлением, адаптированным под сенсорные экраны. Realtech VR занялась созданием уже обновлённых версий (ремастеров) трёх первых игр серии уже с улучшенной графикой, намереваясь выпустить их для персональных компьютеров через Steam. Тем не менее, этот проект был отменён: японская компания Square Enix, владевшая в то время правами на серию Tomb Raider, не одобрила запущенную без её ведома разработку. Realtech VR свернула работы и удалила опубликованные видео. В 2022 году европейский холдинг Embracer Group выкупил у Square Enix Europe права на Tomb Raider и несколько других серий игр. Новый правообладатель заявил, что может в будущем публиковать продолжения, ремейки и ремастеры Tomb Raider.
Компания Aspyr стала частью Embracer Group в 2021 году как дочерняя компания Saber Interactive. Сама Aspyr и в прошлом была связана с серией Tomb Raider — она с 1998 года в партнёрстве с разработчиками из Crystal Dynamics и Saber Interactive портировала шесть игр серии на macOS. У Aspyr также был большой опыт создания обновлённых версий старых игр, в частности, из серии «Звёздные войны». Сотрудники Aspyr давно хотели вновь поработать над старыми играми серии Tomb Raider и обсуждали «правильный подход» — они обратились к Crystal Dynamics с предложением о ремейке только тогда, когда решили, что такой подход найден. С самого начала было решено использовать исходный код и движок старых игр, позволяя игрокам в любой момент переключаться между оригинальной и новой графикой. В конце 2022 года Aspyr связалась с Полом Дугласом, одним из создателей серии, который покопался среди своих старых дискет и нашёл исходный код и часть ресурсов оригинальных игр и поделился ими со студией. Ему не удалось найти исходные файлы анимационных видеороликов.
Директор по продуктам Aspyr Крис Башар описывал I-III Remastered как «любовное послание» воспоминаниям о старых играх, но также и сохранение технического достижения: трилогия Tomb Raider была для своего времени прорывом в плане использования ограниченных технических возможностей, и Башар надеялся, что благодаря ремастерам она сможет служить образцом для вдохновения следующим поколениям разработчиков. В качестве технического директора к проекту был привлечён Тимур Гагиев, известный также под псевдонимом XProger, разработчик неофициального свободного движка OpenLara для Tomb Raider. Гагиев сообщал, что при помощи Saber Interactive собрал «команду мечты из настоящих поклонников [Tomb Raider]» — этой команде Aspyr предоставила исходный код старых игр и полную творческую свободу. Разработчики создали «современную» схему управления — как опциональную замену «танковому» управлению оригинальных игр — взяв за образец управление из первой трилогии перезапуска от Crystal Dynamics: Legend, Anniversary и Underworld.
Aspyr тесно сотрудничала с Crystal Dynamics над обновлениями визуальной стороны игр — в частности, системой освещения, использующей как заранее заданное («запечённое»), так и динамическое освещение, возможностью переключения графики между старой и современной, созданием улучшенных моделей персонажей, окружения и врагов. Новые текстуры были созданы методом апскейлинга — повышения разрешения старых текстур — с помощью искусственного интеллекта. Башар формулировал общий принцип создания ремастеров таким образом: игры должны были выглядеть так, как они выглядели «у вас в голове». Его обнадёживали ситуации в ранних тестах — некоторые тестеры даже не знали, что играют с включённой «современной» графикой. Crystal Dynamics добавила в сборник предупреждения о том, что в игре присутствуют «оскорбительные изображения людей и культур, основанные на расовых и этнических стереотипах» — вместо того, чтобы убирать этот «оскорбительный» контент, его было решено сохранить в неизменном виде, «признать его вредное воздействие и извлечь из него уроки». Хотя в предупреждении не уточнялось, о чём именно речь, в Tomb Raider III появляются в качестве врагов звероподобные дикари с островов Южного Тихого океана, и игра подразумевает, что это каннибалы.
Сборник Tomb Raider I—III Remastered от Aspyr был впервые представлен 14 сентября 2023 года на мероприятии Nintendo Direct — было объявлено, что он выйдет на Nintendo Switch 14 февраля 2024 года. На следующий день издатель уточнил, что сборник не является эксклюзивом Switch и выйдет в тот же самый день и на других платформах — PlayStation 4, PlayStation 5, Windows, Xbox One и Xbox Series X/S. Дата 14 февраля особо важна для серии Tomb Raider — это день рождения Лары Крофт.
В мае 2024 года компания Crystal Dynamics объявила, что в партнёрстве с Limited Run Games выпустит Tomb Raider I—III Remastered на физических носителях. Релиз этой версии состоялся 18 октября 2024 года. На физических носителях было выпущено несколько изданий сборника: «базовое издание» содержало только оптический диск в простейшей упаковке типа jewel box, Deluxe Edition, помимо диска — металлическую упаковку-«стилбук», 80-страничную книгу с секретами и картами и отдельный диск с саундтреком. Самое дорогое издание Collector’s Edition, выпущенное Limited Run Games по цене 159 фунтов стерлингов или 199 долларов США, прибавляло к тому же комплекту другие предметы — коллекционные карточки, три фигурки Лары Крофт в образах, соответствующих каждой из игр сборника, настенные плакаты и полноразмерные реплики пистолетов Лары.

## Отзывы
| Сводный рейтинг       | Сводный рейтинг                                 |
| Агрегатор             | Оценка                                          |
| --------------------- | ----------------------------------------------- |
| Metacritic            | PS5: 75/100 Win: 73/100 NS: 71/100 XBSX: 75/100 |
| Иноязычные издания    |                                                 |
| Издание               | Оценка                                          |
| Eurogamer             | 4/5                                             |
| GameStar              | 60/100                                          |
| Hardcore Gamer        | 3.5/5                                           |
| Nintendo Life         | 8/10                                            |
| Nintendo World Report | 65/100                                          |
| PC Gamer (US)         | 78/100                                          |
| Push Square           | 8/10                                            |
| TouchArcade           | 4/5                                             |
| Русскоязычные издания |                                                 |
| Издание               | Оценка                                          |
| Riot Pixels           | 80%                                             |

По данным агрегатора рецензий Metacritic, версии для консолей PlayStation 5 и Xbox Series получили положительные отзывы обозревателей, а версии для Nintendo Switch и Windows — «смешанные или средние отзывы».
Критики высоко оценили обновленную графику, улучшения игрового процесса и общую верность оригинальным играм, хотя и жаловались, что сами эти игры сильно устарели с точки зрения игрового процесса. Для Кристиана Донлана из Eurogamer сборник стал ностальгическим возвращением в девяностые, к любимым, но устаревшим играм — ремастеры «тщательно сделаны и любовно обновлены», но положенные в их основу игры плохо состарились, в них легко «застрять» игроку. Донлану, как и тридцать лет назад, пришлось искать помощь по прохождению в интернете. Похожим образом Тиаго Мануэль из Destructoid писал, что с Tomb Raider началась его любовь к играм вообще, и ему трудно оставаться к сборнику равнодушным. Он высоко оценил улучшенную графику и особо отметил тщательную работу с освещением и красивые скайбоксы — текстуры неба там, где в оригинале была просто чернота. По его мнению, возможность в любой момент переключаться между классической и обновлённой графикой позволяет оценить улучшения по достоинству. Сэмми Баркер из Push Square высоко отозвался о сборнике в целом — по его мнению, Aspyr проделала выдающуюся работу, и сборник «задаёт новый стандарт» для переизданий игр с PS1. Его нельзя назвать безупречным, но недостатки связаны скорее с философией геймдизайна 1990-х годов: так, первый открывающий уровень в Индии из Tomb Raider III так и остался «бардаком». Элли Гибсон из The Guardian сравнивала первые игры Tomb Raider с магазинной тележкой для покупок на фоне спортивных автомобилей — неудобной, медленной, невзрачной, неудобной в управлении, но совершенно безупречной в том, для чего эта тележка предназначена. По словам Гибсон, ремастеры сохранили достаточно ценнейших элементов старых игр для того, «чтобы пуристы были довольны». По словам Майкла Макуэртора из Polygon, сборник — это собрание любовно восстановленных артефактов, который одновременно демонстрирует, почему миллионы людей изначально полюбили игры о Ларе Крофт, и насколько игры вообще изменились и эволюционировали за эти 25 лет.
Неудовольствие критиков вызвала современная схема управления — настолько, что Кэтрин Кастл из Rock, Paper, Shotgun назвала эту опциональную схему управления «полным фарсом». Игровой процесс и устройство уровней в Tomb Raider рассчитаны на передвижение по невидимым сеткам, так, что Лару просто выровнять для прыжка в нужном направлении с помощью «танковых» кнопок крестовины. С современной схемой управления персонаж зачастую двигается не туда, куда надо, или сбивается и не совершает нужный акробатический приём. Джон Уокер из Kotaku считал игры в сборнике не ремейками и даже не «освежёнными» версиями оригиналов — на его взгляд, это просто старые игры, косплеящие из себя что-то новое в «наклеенных» поверх оригинала некрасивых текстурах более высокого разрешения. «Современное» управление Уокер назвал «катастрофой»: по словам Уокера, оригиналы были не столько экшен-играми от третьего лица, сколько головоломками с перемещением по квадратным «плиткам». Игры просто не рассчитаны на какое-то новое управление — если пытаться играть с ним, Лара обречена упираться в стены и соскакивать с обрывов. Он также посчитал недостатком отсутствие автоматических сохранений — если игрок не будет сохранять игру вручную, любая ошибка может отбросить его в самое начало игры. Баркер из Push Square назвал современное управление «раздражающим», а отсутствие функции пропуска катсцен — «вопиющим упущением». Мануэль из Destructoid жаловался на неоднородность графических улучшений — модель персонажа Лары намного лучше, чем модели её врагов, и трудно было бы объяснить современному тинейджеру, как встреча с низкополигональным медведем могла когда-то казаться пугающей. Зак Боуден из Windows Central, называя игру «[почти] идеальным возвращением в эру игр 90-х годов» и радуясь естественности обновлённой графики, которую он поначалу принял за оригинальную, сетовал, что обновлённые игры сохранили «без дальнейших изменений» оригинальные звуки и анимационные видеоролики, которым лишь повысили разрешение с помощью искусственного интеллекта. Эш Пэрриш из The Verge рассказывала о неоднозначных ощущениях от игры — сборнику удалось пробудить в ней нежные ностальгические воспоминания о знакомстве с оригинальными играми, но ей тут же хотелось обратиться к себе-подростку и укоризненно спросить «неужели тебе это нравилось?». Кэрри Ламбертсен из Screen Rant назвала сборник «скорее портом, чем ремастером» и жаловалась на многочисленные технические проблемы, мешающие играть — от нарушения функции кнопок до пропадающих файлов сохранения.

### Продажи
В Великобритании физический релиз Tomb Raider I—III Remastered дебютировал на четвёртом месте в чартах продаж всех форматов за первую неделю.